# Sofía Maccari
Sofía Maccari (Buenos Aires, 3 luglio 1984) è una hockeista su prato argentina, di ruolo attaccante, vincitrice dell'argento olimpico a Londra 2012 e Tokyo 2020.

## Palmarès
- Giochi olimpici

Londra 2012: argento.
Tokyo 2020: argento.
- Champions Trophy

Amstelveen 2011: argento.
Rosario 2012: oro.
- Giochi panamericani

Guadalajara 2011: argento.